# エーリヒ・フォン・ホルンボステル
エーリヒ・モーリツ・フォン・ホルンボステル（Erich Moritz von Hornbostel、1877年2月25日 - 1935年11月28日）は、オーストリアの民族音楽学者。

## 経歴
1877年、ウィーンの音楽一家に生まれた。ホルンボステルの家はサクソン貴族であった。幼少よりピアノ、和声、対位法を学んだ。しかし、彼は、ウィーン大学で科学の博士号を取得。その後、ベルリンに移り、カール・シュトゥンプの音楽心理学、音響心理学に影響を受ける。そして、ベルリンの心理研究所でシュトゥンプの助手になる。1905年からは同研究所の所長に就任。研究所在任中にクルト・ザックスと協力して、「ザックス＝ホルンボステル分類」を生み出した。
1933年、国家社会主義ドイツ労働者党によって、母親がユダヤ人であったために全役職から解雇された。その後スイス、アメリカ、最終的にはイギリスのケンブリッジ に移住した。非ヨーロッパ民族のフォークソングを精力的に録音し、アーカイブ化した。1935年に没した。

## 研究内容・業績
- 音楽民俗学の先駆けで、クルト・ザックスと協力してザックス＝ホルンボステル分類という楽器の分類法を生み出した。